# Bergheider See
Der Bergheider See, südlich von Finsterwalde bei Lichterfeld, Landkreis Elbe-Elster, ist ein geflutetes Restloch des ehemaligen Tagebaus Klettwitz-Nord, nordöstlich der Niederlausitzer Heidelandschaft gelegen. Benannt wurde der See nach dem ehemaligen Ort Bergheide, der dem Abbau von Braunkohle aus dem Tagebau Klettwitz-Nord weichen musste.
Die Flutung des Restlochs, unter der Verantwortung der LMBV, begann am 1. September 2001 und endete am 19. Mai 2014. Der See gehört zum Lausitzer Seenland, ist aber auf Grund der Entfernung von 20 Kilometern zu den verbindenden Wasserstraßen von der zusammenhängenden Lausitzer Seenkette abgeschnitten. Der Bergheider See hat eine Wasserfläche von etwa 320 ha. Der neu geschaffene Abfluss erfolgt über die Seeteichsenke in den Heidesee. Am Lichterfelder Ufer (Nordufer) besteht die Möglichkeit zum Baden. Die anderen Uferflächen sind dem Naturschutz vorbehalten. Dort bestehen Sperrbereiche der LMBV.

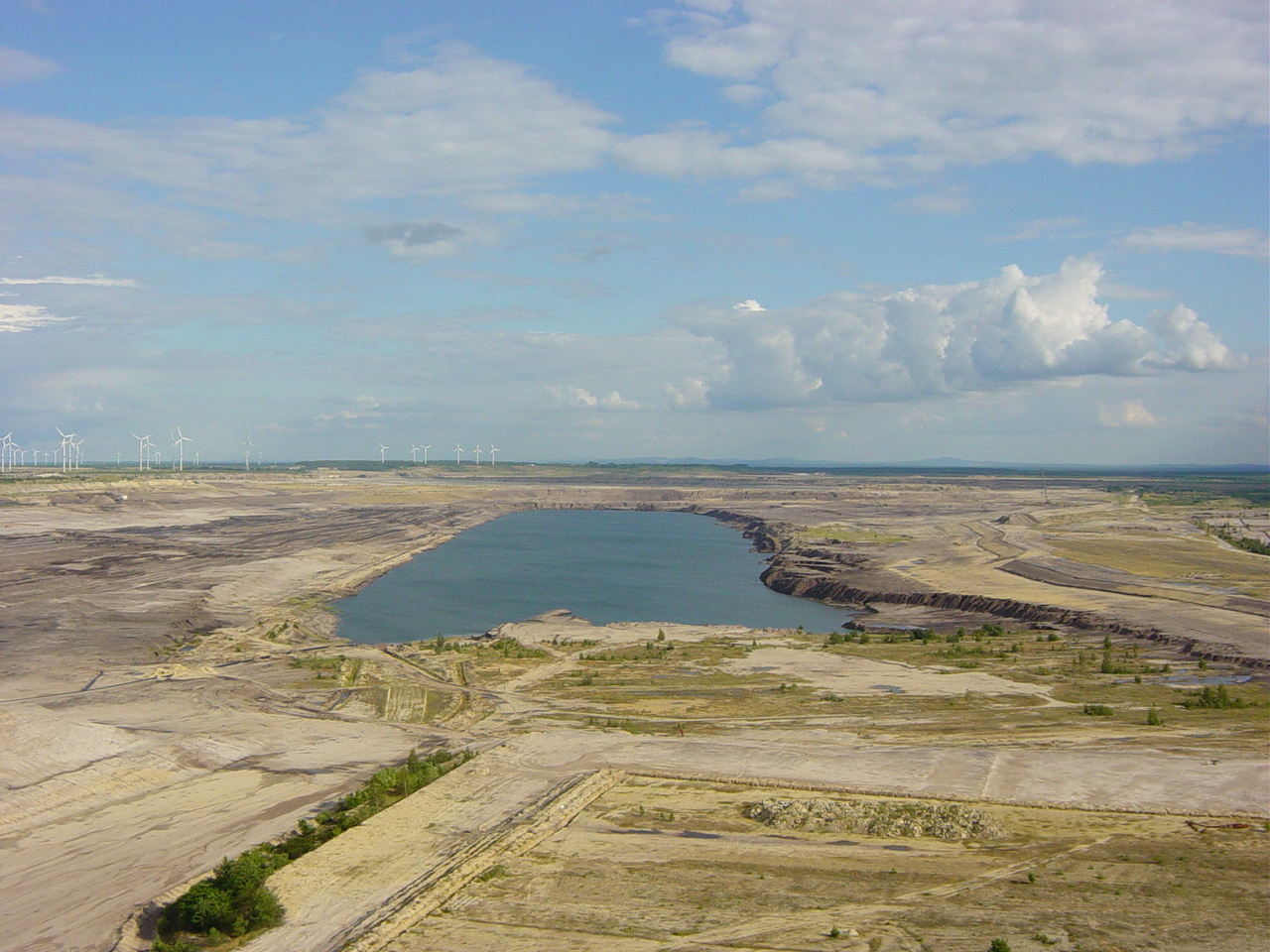
Der sich füllende Bergheider See, der Windpark Klettwitz und in der Fernsicht das Lausitzer Bergland (2004)
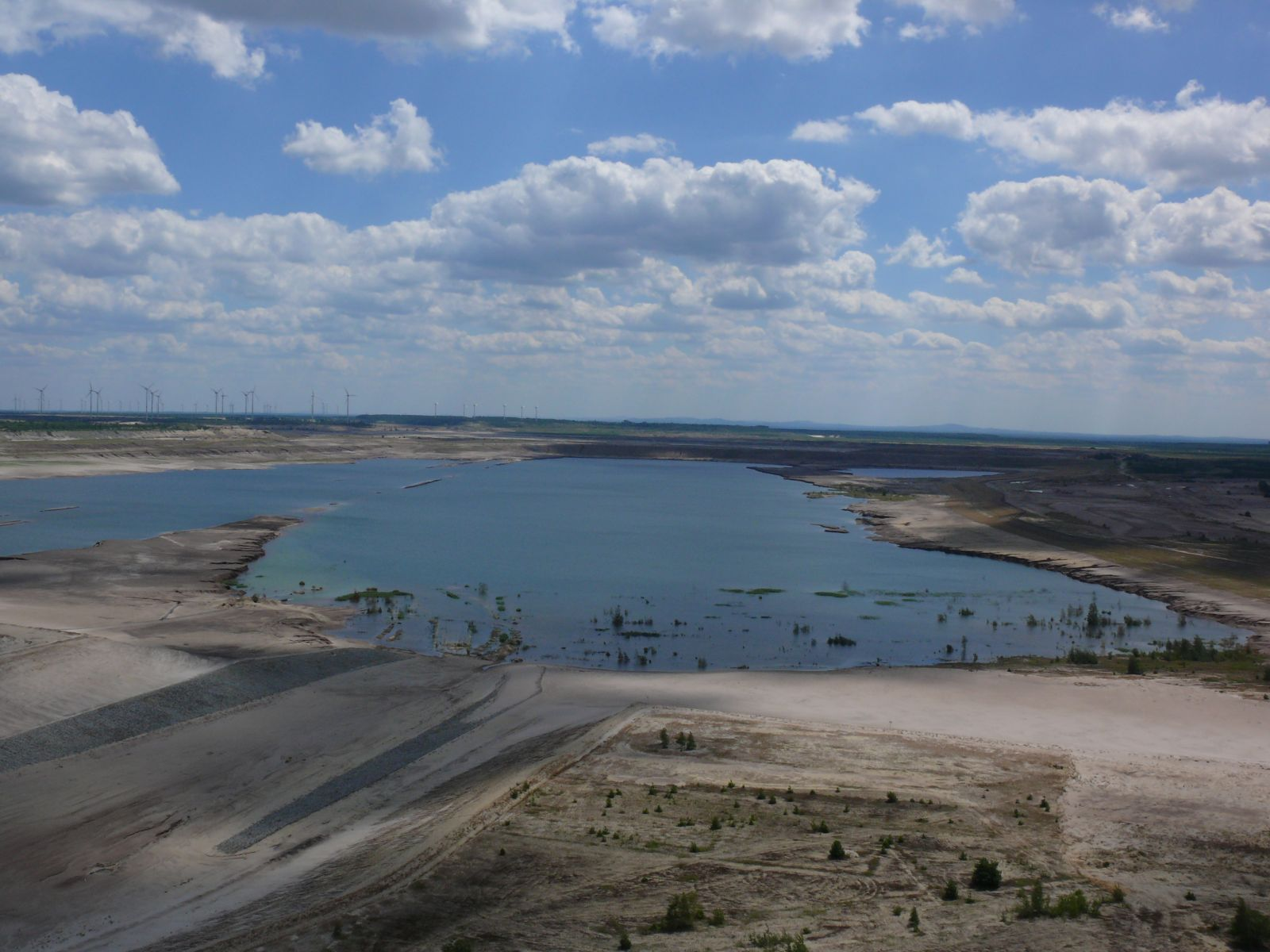
Blick von der Abraumförderbrücke F60 auf den deutlich gewachsenen See (2007)
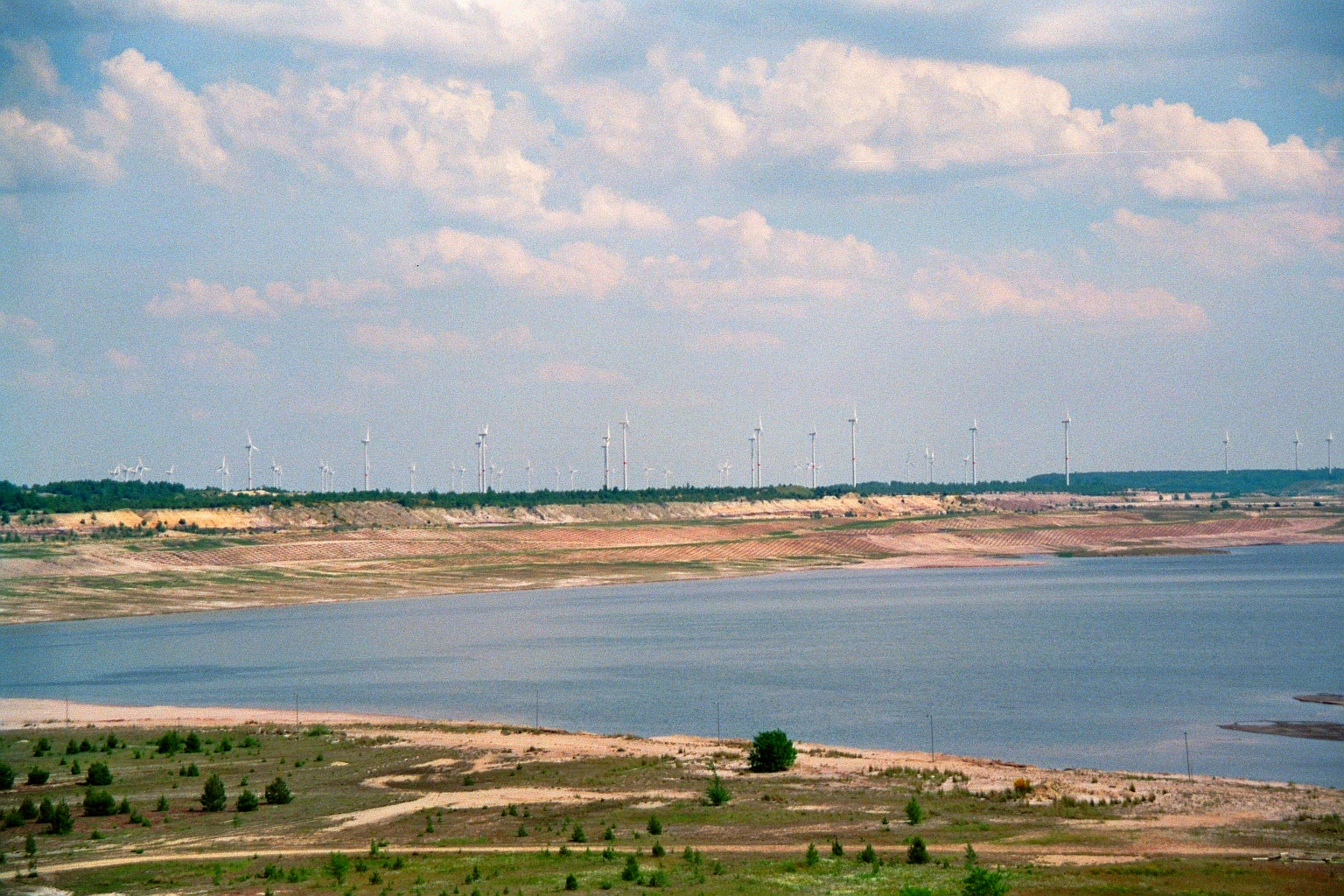
Erneut drei Jahre später beginnt sich die Uferzone zu füllen (2010)
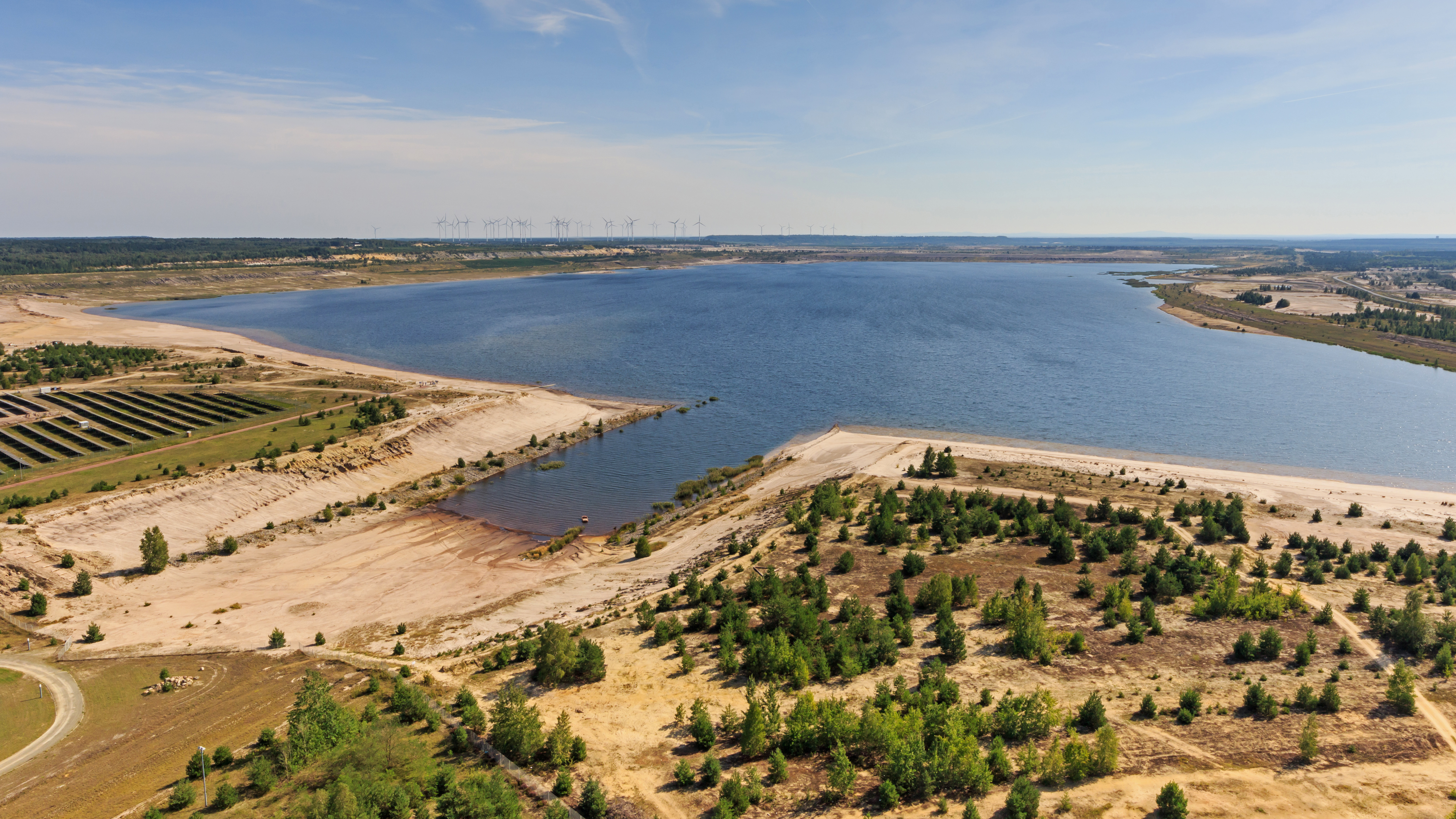
Bergheider See (2015)

Am Nordufer des Sees befindet sich seit 2002 das Besucherbergwerk Abraumförderbrücke F60, das mit 502 Metern Länge das größte bewegliche Bergbaugerät der Welt ist. Es wurde für Besucher sicher begehbar gemacht. Am oberen Punkt befindet man sich 75 Meter über Grund. Zusammen mit dem Besucherbergwerk soll der See zu einem Erholungsgebiet ausgebaut werden. Unter anderem sollen schwimmende Häuser, ein Wassersportzentrum und eine Feriensiedlung entstehen. Das Gelände wird bereits als Veranstaltungsort genutzt, so unter anderem durch das Feel Festival einmal jährlich. Startprojekt für das Vorhaben war die Internationale Bauausstellung Fürst-Pückler-Land von 2000 bis 2010.
Die fertig sanierte Landstraße 60 von Lichterfeld nach Lauchhammer, die am Bergheider See vorbei führt und ab Sommer 2010 gesperrt war, ist seit Dezember 2015 wieder geöffnet.
Am Bergheider See wurden im Jahr 2016 Szenen des Western Brimstone gedreht.